# 片岡常春
片岡 常春（かたおか つねはる、生没年未詳）は、平安時代末期、鎌倉時代初期の武将。平忠常の子孫である両総平氏一族・海上庄司常幹の子。通称は太郎、もしくは次郎、八郎とも。片岡氏は常陸国鹿島郡片岡を名字の地とするが、本領は下総国三崎（海上）荘であった。

## 生涯
養和元年（1181年）3月、片岡氏が源頼朝と対立した佐竹氏と縁戚であった事から、頼朝に謀反の疑いをかけられ、常春を召還すべく下総に雑色が派遣された。常春は領内に乱入したとしてこれを傷つけ、縛り上げて晒し者にした事から罪科が重なったとして所領を没収された。
その後許されて源義経の平氏追討の陣に従い、『延慶本平家物語』では壇ノ浦の戦いで海中から浮かび上がった神爾を拾い上げる手柄を立てている。
文治元年（1185年）10月、常春は舅の佐竹義政に同心したとして再び謀反の疑いをかけられ、所領である下総国三崎庄を没収され、千葉常胤に奪われている。その数日後、頼朝と対立して都から西国へ落ちる義経の一行の中に、「片岡八郎弘経（弘綱）」の名が見られる。
『吾妻鏡』上では「片岡太郎常春」「片岡次郎常春」「片岡八郎常春」、「片岡八郎為春」「片岡八郎弘経」と名前や通称が不統一に散見されるが、次郎もしくは太郎を称した常春と、八郎為春（別名が弘経）という兄弟の存在が想定される。
文治5年（1189年）3月に三崎庄は常春に返還される沙汰が出されたが、13世紀初頭にはこの地は千葉常胤の子東胤頼の所領になっている事から、片岡氏は奥州合戦前後に滅亡したものと思われる。
『義経記』では、片岡経春（片岡八郎）が義経の都落ちに従い、文治5年（1189年）閏4月に平泉で自害した義経に殉じたとしている。兄弟とみられる弘経は都を落ちる義経に同行しているが、常春が都落ち後の義経に従っていたかどうかは不明。平泉付近には、彼が討ち死にした場所に植えられたという「片岡の松」が保存されている。